# Mr. Plow
Mr. Plow és el nové episodi de la quarta temporada de la sèrie animada Els Simpson, estrenat originalment en la cadena FOX el 19 de novembre de 1992. En l'episodi, Homer compra una barredora de neu, i comença un negoci de llevaneus. El negoci aviat té molt èxit, i Barney Gumble, inspirat per Homer, funda una companyia rival i li roba els clients. El guió va ser escrit per Jon Vitti i dirigit per Jim Reardon. En 1993, Dan Castellaneta va guanyar un premi Emmy en la categoria Millor Actor de Veu per aquest episodi.

## Argument
Com a Springfield està nevant molt, Marge crida a Homer a la taverna de Moe i li diu que torni a la seva casa de seguida. Homer condueix a través de la tempesta, i al final s'estavella amb un altre cotxe, que resulta ser el de Marge, estacionat enfront de casa. Com que ja no té cap mitjà de transport, Homer acudeix a una exposició per a comprar-se un nou. Allà, un venedor convenç Homer de comprar-se un llevaneu.
El patriarca dels Simpson n'aprofita per establir un negoci i cobrar a la gent per buidar-los de neu les entrades a les seues llars, negoci que rep el nom de "Mr. Plow" (Senyor Llevaneu). L'èxit és immediat i fins i tot arriba a obtindre la clau de la ciutat de la mà de l'alcalde Joe Quimby. L'amic d'en Homer, en Barney Gumble, li pregunta com fer per a tenir tant èxit. Com a consell, Homer li diu que ha de sortir al món i fer el millor que pugui. L'endemà, Homer comprova que Barney ha comprat un llevaneu més gros, i ha encetat el seu propi negoci, "Plow King" (El rei dels llevaneu).
Barney comença una duríssima competència amb Homer. Enregistra un anunci de televisió amb Mona Ronstadt, i Homer perd el seu èxit i els seus clients. També la clau de la ciutat, que el batlle se la lliura ara a Barney. Per a venjar-se'n d'ell, Homer li fa anar a una perillosa muntanya, fent-se passar per algú que volia que li netegés la seva entrada. Sense la competència de Barney, Homer guanya novament a tots els seus clients, però les notícies després informen que hi ha hagut un devessall en el Cim de la Vídua, la muntanya a la qual Homer ha enviat Barney.
Homer, sentint-se culpable, va al Cim per a rescatar-lo, i, finalment, decideixen fer-se socis. Després declaren que estant units, ningú, ni tan sols Déu, podria detenir-los. Per a demostrar el contrari, Déu envia una ona de calor a Springfield i fa que tota la neu es fongui. Al final, el llevaneu de Homer és embargat per falta de pagaments.

## Producció
Quan l'episodi estava sent escrit, molts contractes dels guionistes havien expirat, pel que quedaven molt pocs treballant. Al Jean estava molt preocupat davant el fet de com farien per a escriure una nova temporada completa amb tan pocs col·laboradors. A més, moltes escenes es van afegir després de l'animació, fent encara més difícil el treball. No obstant això, Jon Vitti es va comprometre molt amb l'episodi i va escriure tot l'argument pràcticament sol. Vitti es va inspirar per a fer l'episodi quan es va adonar que molt pocs programes televisius mostren neu en èpoques que no siguin vespra del Dia d'Acció de Gràcies o de Nadal, pel que va voler fer un episodi en el qual hagués neu. D'aquesta idea va sorgir l'argument de la competència entre amics, el que va dur que Homer aconseguís la barredora d'una exposició d'automòbils. El pla de Vitti era que Adam West estigués en l'exposició, per a poder així contractar-lo per a enregistrar la seva veu i finalment conèixer-lo. Els altres guionistes van estar d'acord perquè tots eren grans fanàtics de Batman de nens, i també volien conèixer a Adam West. Matt Groening va dir que West era un dels actors més populars que havien prestat la seva veu per a la sèrie. Mona Ronstadt era també una estrella convidada molt popular, però ella no va visitar l'estudi i va enregistrar les seves línies des de San Francisco. Jon Vitti va tenir la tasca de gravar amb Mona i va gaudir enormement el treball. Encara avui pensa que el més bell que ha escoltat és a Mona Ronstadt cantant el jingle en espanyol del Rei dels Llevaneus.
Dos canvis més en el guió van posar pressió extra en l'episodi. El primer va ser una correcció que es va realitzar després de l'animació, i un canvi complet de personatges. En el guió original, Lenny anava a ser el rival de Homer, com a Rei dels Llevaneus. La idea va ser ràpidament descartada perquè no semblava que fora a quedar bé. Jon Vitti va comentar "És com si s'intentés que Buddy Ebsen interpretés a l'Home de Llauna de El bruixot d'Oz." La reescriptura inclouria el famós gag en el qual Homer usa el dial de la ràdio per a equilibrar la barredora i evitar caure pel precipici. Aquesta escena va ser creada per Conan O'Brien, i als escriptors els va agradar tant que van decidir incloure-la en l'episodi.
L'equip de productors d'Els Simpson va tenir problemes amb els censors en l'escena que Homer contesta el telèfon i es fa passar per Tony Dow de Leave it to Beaver. Després d'una breu pausa, Homer contesta a una pregunta de la persona de l'altre costat de la línia amb "Si, tots eren gais". Els censors es van oposar que s'emetés aquesta part del diàleg, tement problemes legals. Els productors van protestar, dient que no s'estava esmentant a ningú en particular, i que "tots" podria ser qualsevol persona. Després de nombroses trucades i discussions, els censors van deixar que s'emetés l'escena.